# Tupinier-Inseln
Die Tupinier-Inseln (französisch Îles Tupinier) sind eine Gruppe pyramidenförmiger Inseln vor der Nordküste der Trinity-Halbinsel im Norden der Antarktischen Halbinsel. Sie liegen 5 km westlich des Kap Ducorps.
15.000 Paare des Zügelpinguins brüteten 1990 im Archipel der Tupinier-Inseln in fünf Teilkolonien aus jeweils 800 bis 5200 Paaren. Auf drei kleinen Eilanden der Inselgruppe wurden 68 Brutpaare der Blauaugenscharbe gezählt. BirdLife International weist die Tupinier-Inseln deshalb als Important Bird Area (AQ077) aus.
Teilnehmer der Dritten Französischen Antarktisexpedition (1837–1840) unter der Leitung des Polarforschers Jules Dumont d’Urville entdeckten die Inseln. D’Urville benannte sie nach Baron Jean-Marguerite Tupinier (1779–1850) vom französischen Marineministerium, der maßgeblich half, die Unterstützung der französischen Regierung für die Forschungsreise zu bekommen. Der Falkland Islands Dependencies Survey kartierte die Inseln 1946 erneut.